# Sciades proops
Sciades proops är en fiskart som först beskrevs av Valenciennes, 1840.  Sciades proops ingår i släktet Sciades och familjen Ariidae. Inga underarter finns listade i Catalogue of Life.